# 비블리오테케

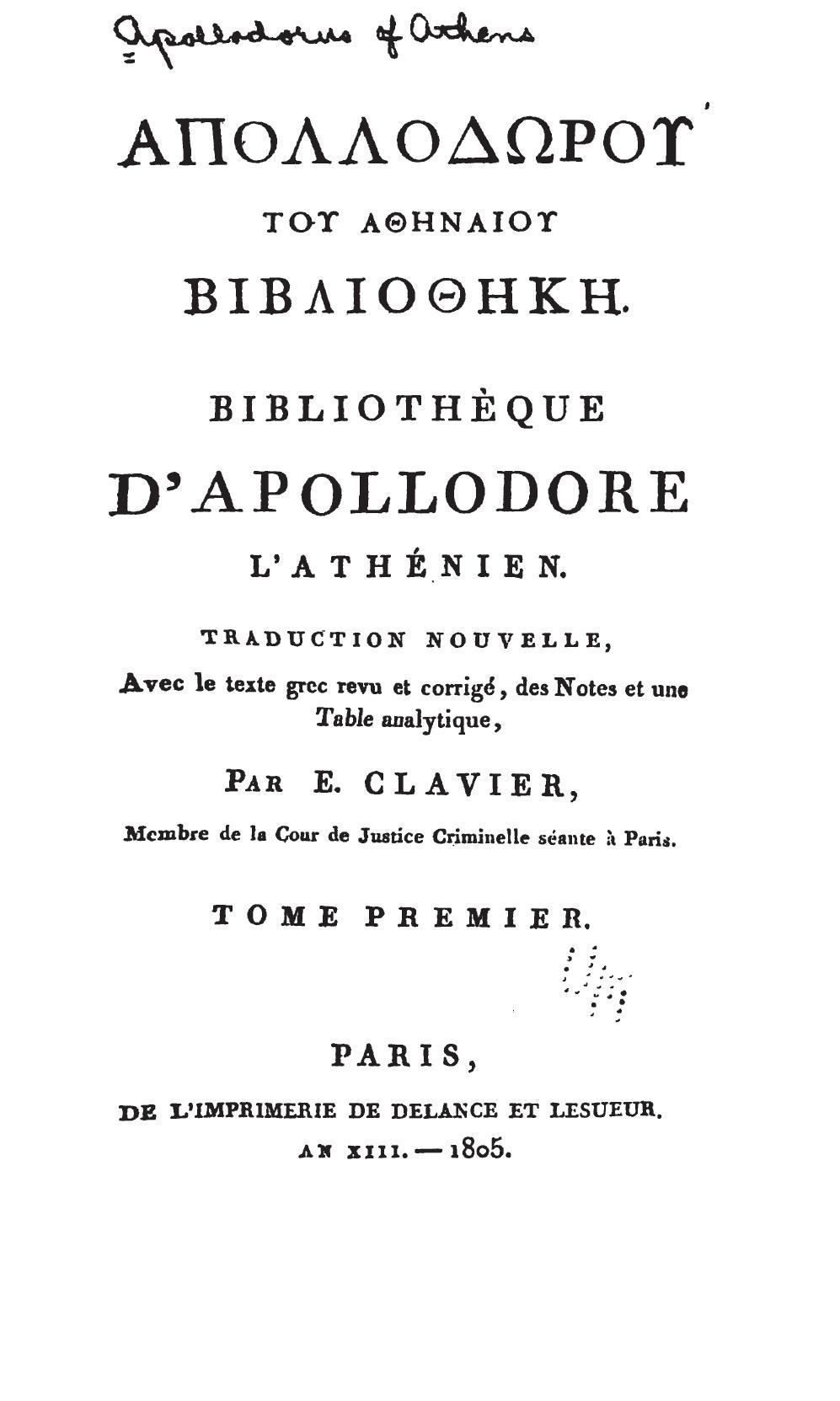

《비블리오테케》(고대 그리스어: Βιβλιοθήκη), 또는 《도서관》(圖書館)은 전통 그리스 신화와 영웅의 전설에 대해 포괄적으로 요약하는 책이다. 간결하고 분명하게, 마치 개요처럼 기술되어 있는 표현 양식 때문에 몇몇 주석자들은 비블리오테케가 또 다른 유실된 책의 요약본일 가능성을 제기하기도 한다.

## 저자
'아폴로도로스'라는 이름이 현존하는 몇몇 필사본에 저자명으로 표시되어 있다. 아폴로도로스는 사모트라케의 아리스타르코스의 제자인 아테네의 아폴로도로스와 동일인으로 여겨져왔지만, 비블리오테케에 로도스 출신의 카스토르가 쓴 '연대기'가 언급되어 있으며 아폴로도로스는 기원전 2세기에 활동했으며 카스토르는 기원전 1세기에 활동한 것이 확실하므로 연대기적으로 보아 아폴로도로스가 저자일 수 없다는 주장이 제기되었다. 아테네의 아폴로도로스라는 말은 거짓으로 간주되었고, 그래서 비블리오테케의 저자는 관행상으로 pseudo(가칭)의 -Apollodorus(아폴로도로스)라고 불린다. 학계의 논의에 따르면 (제임스 프레이저는 그가 기원후 1세기 또는 2세기 때의 사람으로 보았다) 글 자체로 미루어 이 사람의 생존 연대를 추정해볼 때 기원후 1세기 또는 3세기 대의 사람으로 보인다.

## 한국어 번역
- 강대진 옮김, 《그리스 신화》, 민음사, 2022년 10월 14일

1. ↑  강대진 옮김, 《그리스 신화》, 민음사, 2022년, 20면 참조.